# Bando Graziani
Con il nome di Bando Graziani furono chiamati una serie di bandi di reclutamento militare obbligatorio, destinati ai giovani italiani nati negli anni tra il 1916 e il 1926, emanati dal Ministro della Difesa della Repubblica Sociale Italiana, Rodolfo Graziani, per la costituzione del nuovo esercito della RSI. 
Il primo di questi bandi risale al 9 novembre 1943 e riguardava i giovani delle classi 1923, 1924 e 1925. Dei 180 000 richiamati alla leva da questo primo bando, solo 87 000 si presentarono, tutti gli altri disertarono e molti di loro fuggirono raggiungendo le formazioni partigiane. Il 18 febbraio 1944 un decreto di Mussolini sanciva la pena di morte mediante fucilazione per i renitenti e i disertori. Questi bandi, tuttavia, ebbero scarso successo e anzi rafforzarono la resistenza partigiana clandestina, verso la quale furono attratti inevitabilmente i tanti renitenti in fuga dalla leva.